# Base de Hidroaviones Lake Brooks
La Base de Hidroaviones Lake Brooks (FAA LID: 5Z9) es una base de hidroaviones ubicada en Katmai National Park, en el Estado de Alaska.
Según la FAA, este aeropuerto tuvo 4.295 pasajeros en 2007, un incremento del 86% respecto a los 2.304 registrados en 2006.

## Instalaciones
La Base de Hidroaviones Lake Brooks tiene una zona de amerizaje de 5.000 por 4.000 pies (1.524 x 1.219 m).